# Neckera laxa
Neckera laxa là một loài rêu trong họ Neckeraceae. Loài này được (Wilson) Müll. Hal. mô tả khoa học đầu tiên năm 1850.